# Эрдман, Зузи
Зу́зи-Ли́за Э́рдман (нем. Susi-Lisa Erdmann, 29 января 1968, Бланкенбург, Германия) — немецкая саночница и бобслеистка, выступавшая за сборную Германии с 1989 года в санном спорте и с 1999 по 2007 год в бобслее. Принимала участие в пяти зимних Олимпийских играх, выиграв две бронзовые медали (Альбервиль: 1992 год; Солт-Лейк-Сити: 2002 год) и одну серебряную (Лиллехаммер: 1994 год). За всю историю зимних Олимпийских игр медали сразу в двух видах спорта, в санном спорте и бобслее, кроме неё смогла получить только итальянка Герда Вайссенштайнер.
Зузи Эрдман является обладательницей десяти медалей чемпионатов мира по санному спорту, в её послужном списке семь золотых наград (одиночные заезды: 1989, 1991, 1997; смешанные команды: 1990, 1991, 1993, 1995) и три серебряные (одиночные заезды: 1995, 1996; смешанные команды: 1989). Кроме того, она шесть раз становилась призёркой чемпионатов Европы, в том числе пять раз была первой (одиночные заезды: 1990, 1992; смешанные команды: 1990, 1992, 1998) и один раз третьей (одиночные заезды: 1998). Общий зачёт Кубка мира спортсменка выигрывала дважды, в сезонах 1990—1991 и 1991—1992.
В конце 1998 года Эрдман решила переключиться на бобслей, в этом виде спорта кроме бронзовой олимпийской медали она также выигрывала и на чемпионатах мира, имеет два золота (2003, 2004) и одну бронзу (2001). На Кубке мира ей удалось выиграть общий зачёт дважды, в сезонах 2001—2002 и 2002—2003. Во многом её успех связан с участием тренера, Вольфганга Хоппе, который в прошлом так же был выдающимся бобслеистом.
Зузи Эрдман снималась для немецкой редакции журнала Playboy, из-за чего в феврале 2004 года спонсоры разорвали с ней контракты. Долгое время спортсменка имела близкие отношения с партнёром по сборной Германии Кристофом Лангеном, однако в августе 2009 года было объявлено о её помолвке с итальянским саночником Герхардом Планкенштайнером.